# Arthur Lincke (Fahrzeughersteller)

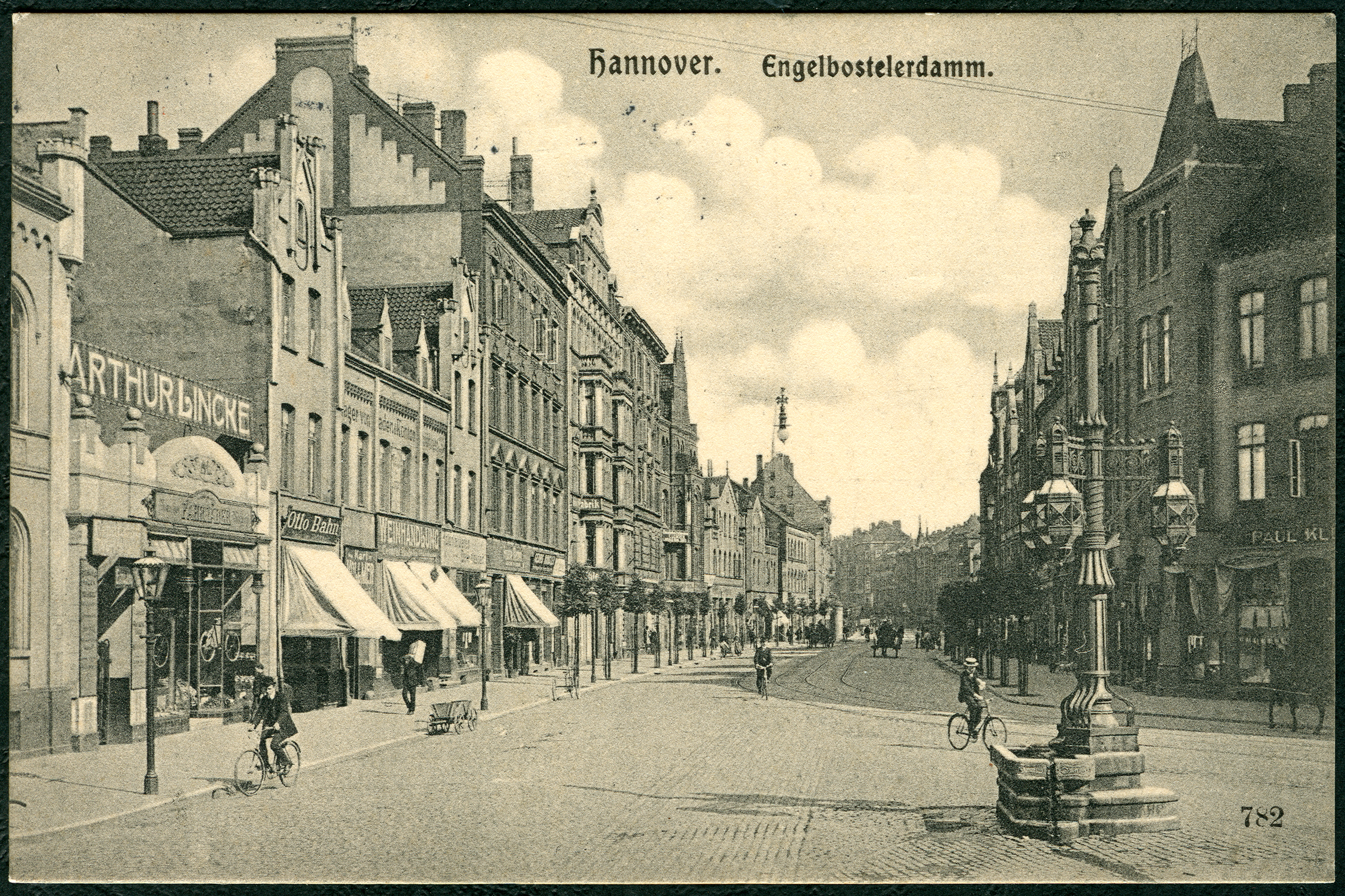
Früherer Verkaufsraum von Arthur Lincke am Engelbosteler Damm über Gartengelände (im Vordergrund links), seinerzeit An der Christuskirche 9 in der Nordstadt von Hannover;
Ansichtskarte Nummer 782, Lichtdruck, anonymer Fotograf

Arthur Lincke in Hannover war der Name eines Anfang des 20. Jahrhunderts gegründeten Fahrrad-, Nähmaschinen- und Motorfahrzeuge-Großhandels mit eigener Produktion der Markenartikel Domino und Hermedes. Von Standort des Unternehmens zeugt heute noch der Schriftzug „Haus Lincke“ im Hauseingang des Doppel-Wohn- und Geschäftsgebäudes Engelbosteler Damm 1 Ecke Oberstraße 1 in der Nordstadt von Hannover.

## Geschichte

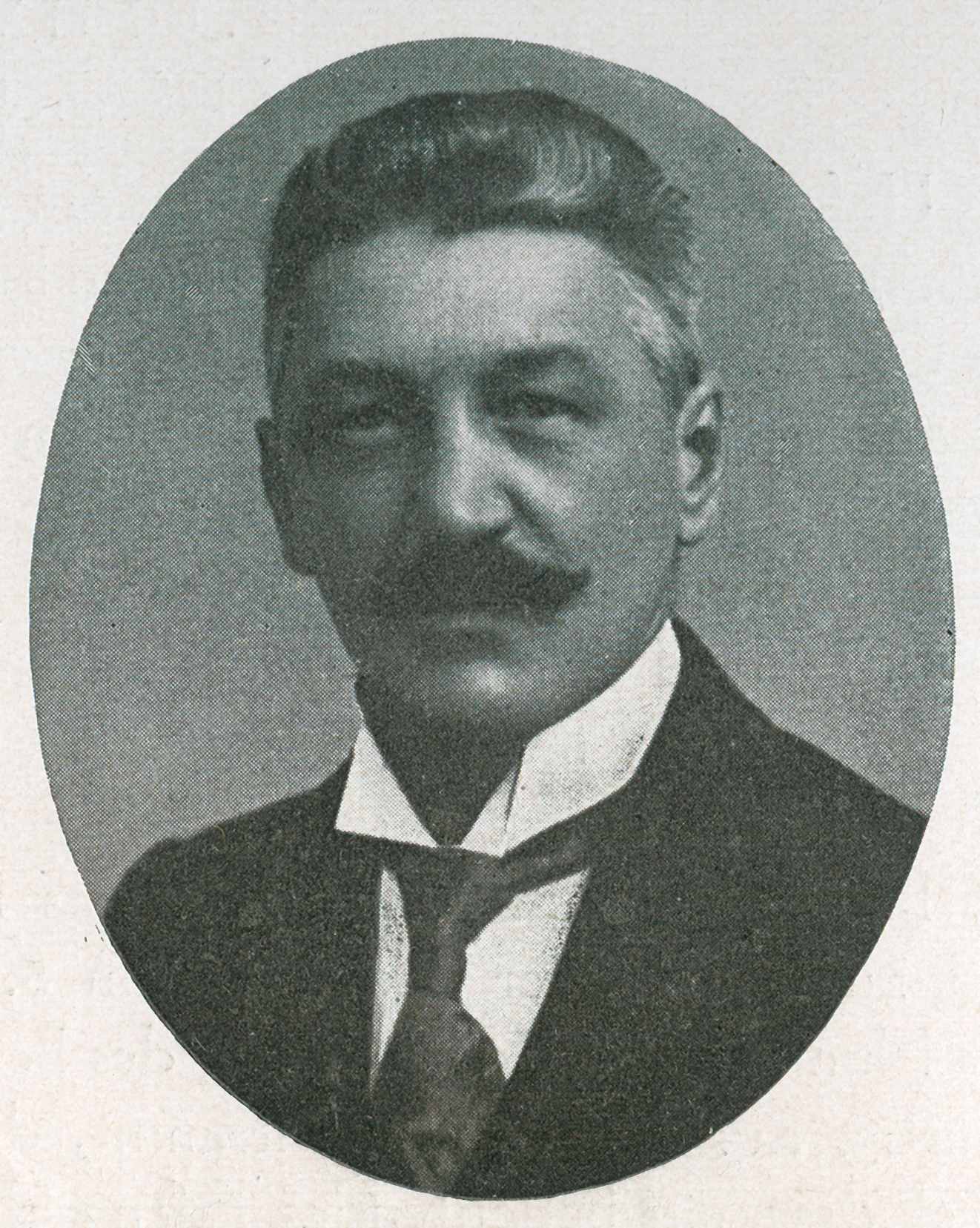
Der Kaufmann und Mechanikermeister Arthur Lincke, mit Kaiserbart, um 1910

In der späten Gründerzeit des Deutschen Kaiserreichs eröffnete der Kaufmann und Mechanikermeister Arthur Lincke am 15. März des Jahres 1900 seine gleichnamige Firma unter der – damaligen – Adresse Engelbosteler Damm 136; seinerzeit das erste Unternehmen seiner Art im Nordwesten der Stadt Hannover. Von Anfang an gehörten vor allem die Produkte der sich im Aufblühen befindlichen Fahrrad-Industrie zum Verkaufsprogramm, neben Nähmaschinen aber auch Motorfahrzeuge. Zunächst wurden vor allem Erzeugnisse von der Fahrzeugfabrik Eisenach vertrieben.
Da für die rasch angegliederte mechanische Werkstatt sich die bisherigen Räumlichkeiten bald als zu eng erwiesen, siedelte Arthur Lincke im Jahr 1905 in das Gebäude An der Christuskirche 9 über, in der zusätzlich zu den Verkaufsflächen eine Musterwerkstatt eingerichtet werden konnte.

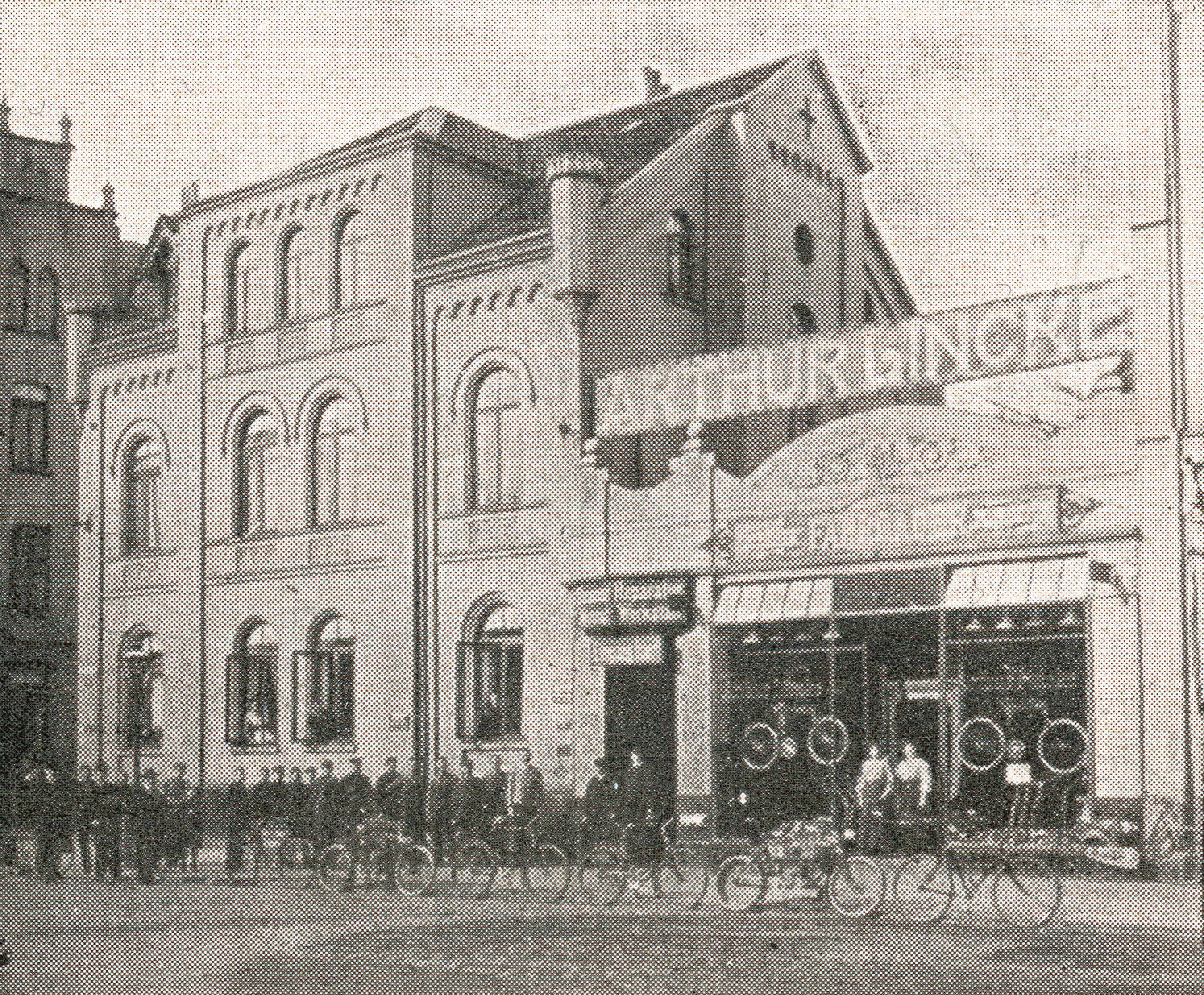
Um 1907: Ehemaliges Gemeindehaus der Christuskirche mit dem von Arthur Lincke für den Verkaufsraum überbauten Garten

Als sich die Christuskirchen-Gemeinde im Jahr 1907 entschloss, ihren Häuserkomplex An der Christuskirche 10 und Oberstraße 1 und 2 zu veräußern, kaufte Arthur Lincke die am damaligen Hauptverkehrspunkt der Nordstadt gelegenen Grundstücke, um sein Geschäft nach umfangreichen Umbau in die dortigen Immobilien zu verlegen. Während der ehemalige große Gemeindesaal für die Konfirmanden nun zur Bedienung damals moderner Maschinen ausgebaut wurde, wurde der vormalige Garten des Gebäudes mit dem Laden für den „Detailverkauf“ überbaut, mit großen Schaufenstern zur Hauptverkehrsachse der Nordstadt. Etwa zur gleichen Zeit erschien Arthur Linckes erster, 120 Seiten umfassender Produktkatalog.
Bereits im Jahr 1908 hatte Arthur Lincke für seine „[...] Fahr- und Motorräder, Motorfahrzeuge und Zubehör“ die Marke Domino unter der Nummer 88 963 beim Kaiserlichen Patentamt angemeldet. Auch durch Produkte mit seiner geschützten Marke Hermedes warb Arthur Lincke für die Qualität seiner Erzeugnisse.

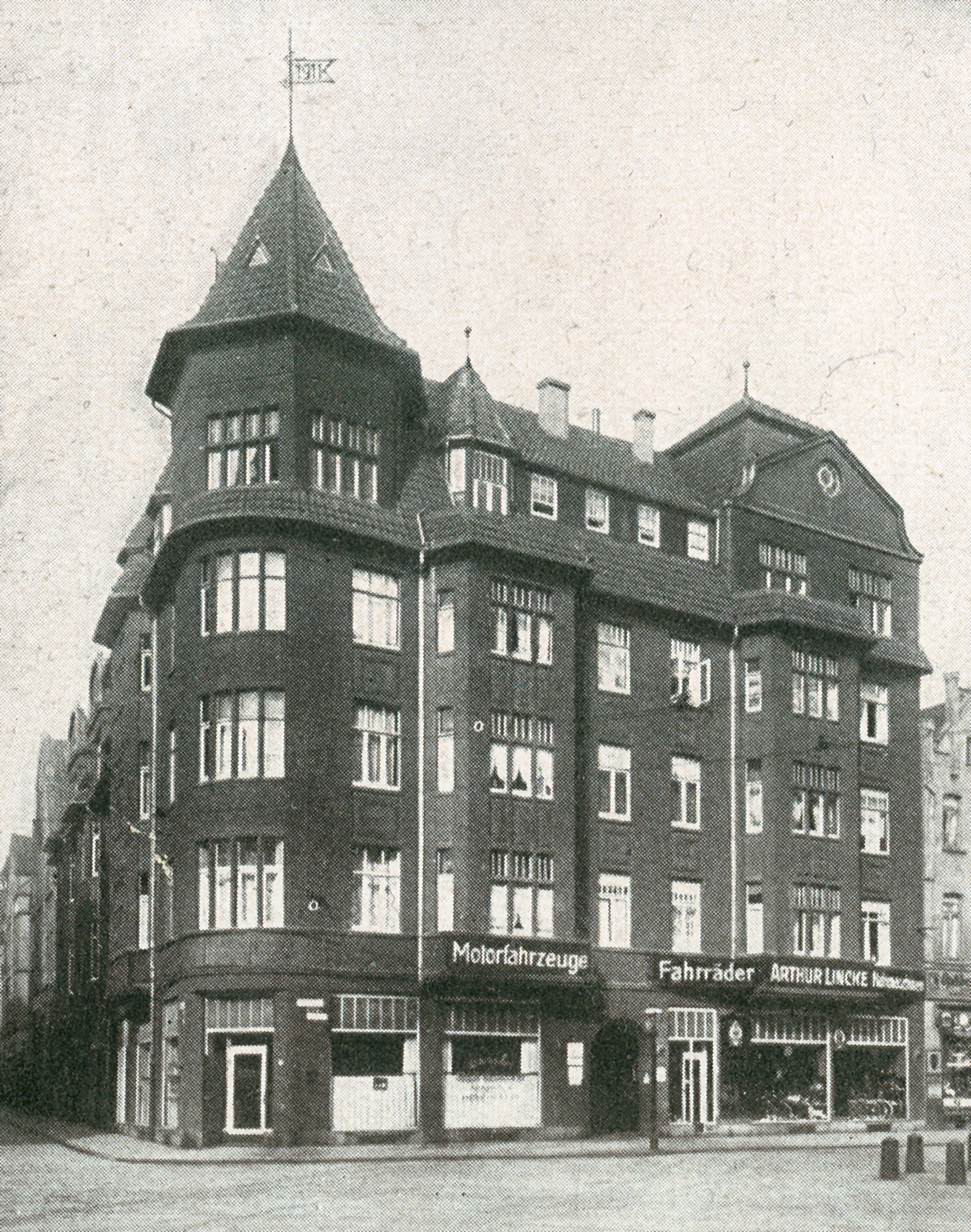
1911 fertiggestellter Neubau An der Christuskirche 10, später Engelbosteler Damm 1 Ecke Oberstraße

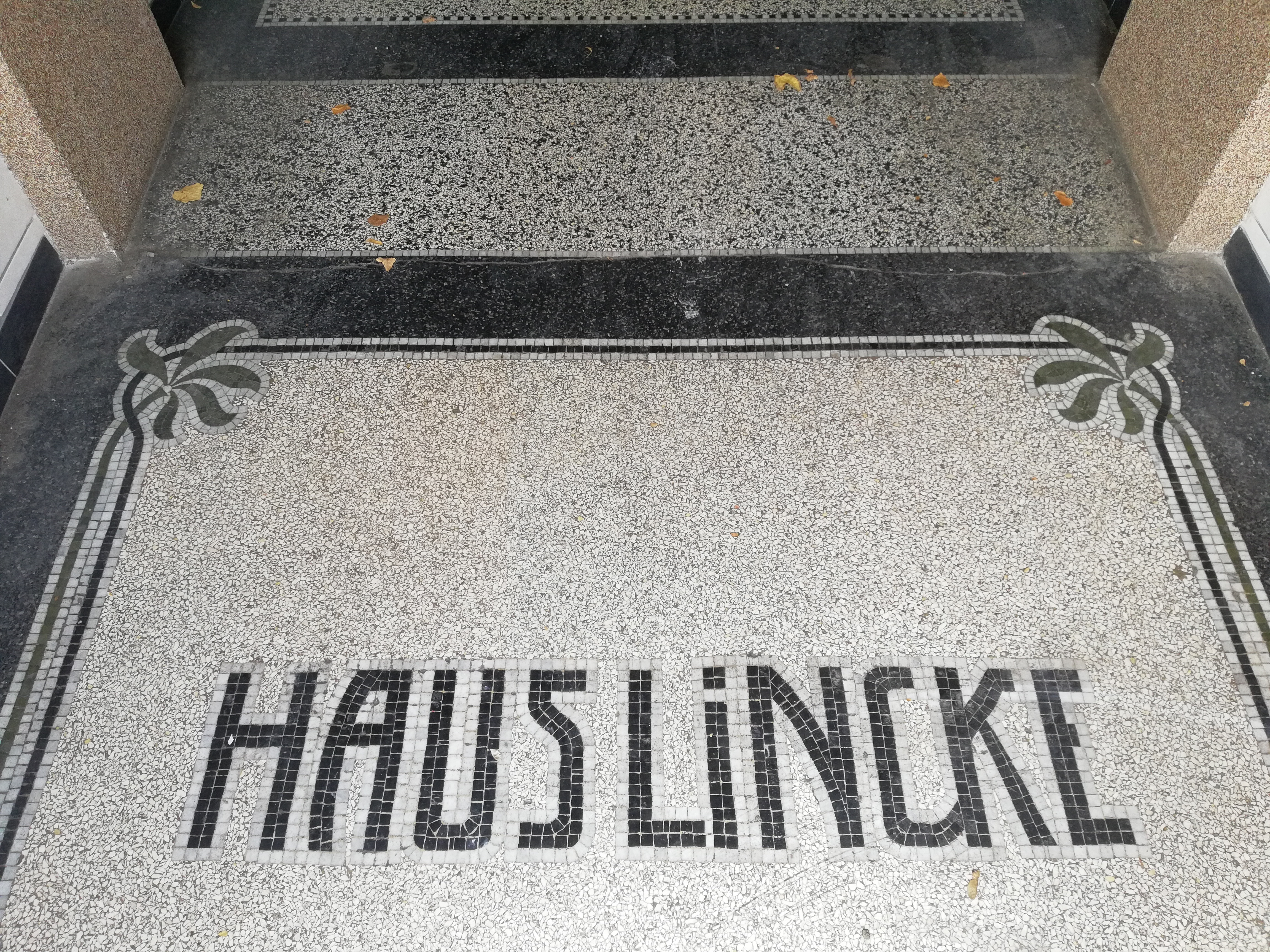
„Haus Lincke“; Terrazzo-Fußboden im Jugendstil im Hauseingang Engelbosteler Damm 1

Nachdem die Umsätze kontinuierlich gestiegen waren, ließ Arthur Lincke in den Jahren von 1910 bis 1911 einen städtebaulich herausragenden Neubau an Stelle der früheren Geschäftsimmobilien unter der neuen Adresse An der Christuskirche 10 errichten.
Im Jahr des 25-jährigen Geschäftsjubiläums trat Arthur Linckes Sohn Arthur Lincke junior im Januar 1915 in das Unternehmen ein – mitten im Ersten Weltkrieg.
Als zur Zeit der Weimarer Republik im August 1922 die große „Hannoversche Fahrrad-, Nähmaschinen- und Autoschau“ eine Leistungsschau der drei Branchen in der Stadthalle von Hannover veranstaltet, wurde die Firma Arthur Lincke dort mit dem Ersten Preis ausgezeichnet.
In der zweiten Hälfte der 1920er Jahre führte das Unternehmen Arthur Lincke mehr als 2500 Artikel und begann zudem mit der Fabrikation von „Eiltransport-Motorrädern“. Nicht zuletzt durch Großaufträge stieg die Firma zu den größten ihrer Art in der Provinz Hannover auf.

## Handelsregister
Die Firma Arthur Lincke wurde beim Amtsgericht Hannover im Handelsregister unter der Handelsregisternummer HRA 14758 Hannover aufgelöst.